# جوف النقباء (القريشية)

تعديل مصدري - تعديل

جوف النقباء هي إحدى قرى عزلة قيفه ال محن الجوف بمديرية القريشية التابعة لمحافظة البيضاء، بلغ تعداد سكانها 259 نسمة حسب تعداد اليمن لعام 2004.